# Luca Giaimi
Luca Giaimi (Pietra Ligure, 12 januari 2005) is een Italiaans baan- en wegwielrenner.

## Carrière
Als tweedejaars junior werd Giaimi nationaal kampioen tijdrijden, Europees kampioen in de gemengde ploegenestafette en werd hij zesde in de tijdrit op het wereldkampioenschap.
In 2024 maakte Giaimi de overstap naar de opleidingsploeg van UAE Team Emirates. Dat najaar reed hij namens de hoofdmacht enkele Italiaanse eendagskoersen. In de Chrono des Nations werd hij, achter Jakob Söderqvist, tweede bij de beloften. In maart 2025 won Giaimi de Troféu da Arrábida. Een week later won hij de slotrit in de Ronde van Alentejo.

## Overwinningen
2023
1e etappe deel A Eroica Juniores (ploegentijdrit)
 Italiaans kampioen tijdrijden, Junioren
3e etappe Watersley Junior Challenge
 Europees kampioen gemengde ploegenestafette, Junioren
2025
Troféu da Arrábida
5e etappe Ronde van Alentejo

## Ploegen
- 2024 –  UAE Team Emirates Gen Z
- 2025 –  UAE Team Emirates Gen Z